# Lepidodactylus kwasnickae
Lepidodactylus kwasnickae — вид геконоподібних ящірок родини геконових (Gekkonidae). Ендемік Папуа Нової Гвінеї. Описаний у 2019 році.

## Поширення і екологія
Lepidodactylus kwasnickae є ендеміками острова Вудларк в архіпелазі Луїзіада. Вони живуть в густих вологих рівнинних тропічних лісах, в панданових заростях.

## Збереження
МСОП класифікує цей вид як такий, що перебуває під загрозою зникнення. Lepidodactylus kwasnickae загрожує знищення природного середовища та хижацтво з боку інтродукованих сколопендр Scolopendra spinipes.